# Regime laminare

Flusso laminare ideale in un tubo (si noti che le particelle al centro del tubo si muovono più velocemente, in quanto risentono in misura minore dell'effetto dissipativo delle pareti)

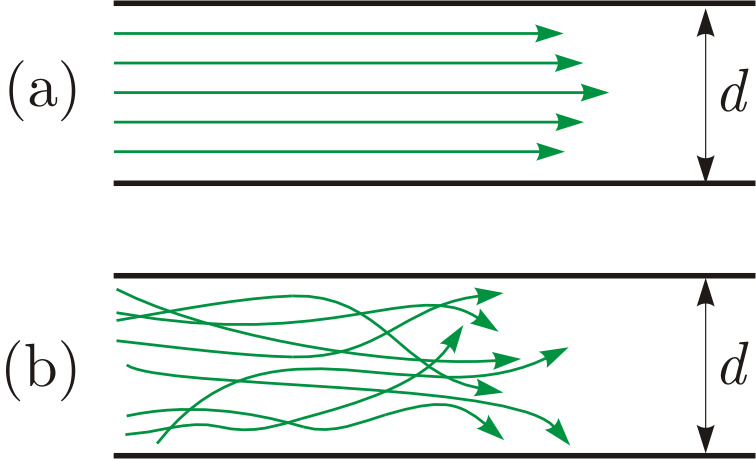
Rappresentazione del regime di moto laminare (a) e turbolento (b) all'interno di un condotto cilindrico

In fluidodinamica si parla di flusso laminare o di regime laminare quando il moto del fluido avviene con scorrimento di strati infinitesimi gli uni sugli altri senza alcun tipo di rimescolamento di fluido, neanche su scala microscopica. Il flusso è governato dalle forze viscose ed è costante nel tempo. Alla velocità più bassa, viene chiamato flusso di Stokes, ed è governato dalle equazioni di Stokes.

## Descrizione
Per spiegare il concetto di regime laminare in maniera semplice e intuitiva, si supponga di iniettare, mediante una siringa, un fluido colorato (inseminante), chiamato fluido B, all'interno del flusso di un altro fluido trasparente, chiamato fluido A (si noti che fluido è un termine usato generalmente e quotidianamente per indicare un liquido, ma in termodinamica e in fisica per fluido si indica un mezzo continuo non avente forma propria, caratterizzato da proprietà fisiche che ne identificano lo stato termodinamico, quali temperatura, pressione, densità; un fluido può pertanto essere anche un gas oppure un vapore). Se la velocità dei fluidi è sufficientemente bassa (rispetto alla loro viscosità), si noterà che questo filetto fluido colorato, fluido B, non si mescola col fluido A, e rimarrà per così dire confinato in un "cilindro virtuale" che lo mantiene separato da A. 
All'aumentare della velocità del fluido A si vedrà come il fluido B rimarrà confinato nel suo cilindro virtuale solo per un breve tratto, dopodiché si evidenzierà un progressivo sfaldamento di questo cilindro virtuale, e si noterà come B inizi a mescolarsi con A che gli scorre attorno. Questo mescolamento ha inizialmente l'aspetto di piccole ondulazioni delle pareti del filetto di B, che procedendo diventeranno vortici, prima piccoli e poi di maggiori dimensioni. Se si dà al fenomeno un tempo sufficiente, si vedrà come a valle ci ritroveremo nelle condizioni di non poter più distinguere il fluido B (inseminante) da A (trasparente), vedremo un unico fluido indistinto, magari di colore non più trasparente.
Possiamo dire che nel primo caso (velocità basse), si è in presenza di un flusso in regime laminare, cioè un flusso in cui tutti i filetti fluidi che costituiscono il campo di moto, rimangono sempre paralleli a sé stessi, senza mai mescolarsi, come tante piccole "lamelle" o "lamine" tutte parallele, da cui la definizione di laminare. Osservando un moto laminare è persino difficile captare la sensazione di movimento perché tutto è sempre uguale a sé stesso e non ci sono fenomeni transitori e instazionari come vibrazioni o vortici che comunemente danno alla nostra percezione la consapevolezza che un fluido si sta muovendo.
Nel secondo caso (velocità più alte), possiamo dire di essere in un regime turbolento, in cui fenomeni inerziali (dovuti alla velocità) come i vortici, vincono sui fenomeni viscosi (che tendono a mantenere tutto parallelo), e svolgono un'azione di mescolamento dei filetti fluidi tra loro, rompendone l'originario parallelismo (mantenuto invece in un flusso a regime laminare).
Nell'esperienza quotidiana si può osservare tutto questo (anche se non è certo un esperimento rigoroso) semplicemente guardando il fumo che sale da una sigaretta poggiata su un posacenere. Il fumo è in questo caso il fluido B (inseminante), mentre l'aria della stanza è il fluido A. Il calore della sigaretta scalda l'aria e crea un moto convettivo ascensionale (l'aria calda è più leggera e tende a salire, mentre l'aria fredda, più pesante, tende a scendere). Si nota facilmente come all'inizio, il fumo è molto concentrato e non si mescola con l'aria (regime laminare), poi si notano le prime instabilità (regime di transizione) e infine il fumo si mescola rapidamente con l'aria disperdendosi in essa (regime turbolento).
Il flusso laminare si contrappone ai flussi turbolenti, dominati da ricircolazioni, vortici e apparente casualità. La transizione da flusso laminare a turbolento dipende dal valore del numero di Reynolds (Re): esiste un valore critico per cui al di sotto di questo il moto è laminare, al di sopra evolve gradualmente in turbolento. In linea generale si considera indicativamente il fluido in regime laminare se Re < 2000; turbolento se Re > 4000, di transizione se cade tra questi valori.